# Ctenocephalides orientis
Ctenocephalides orientis är en loppart som först beskrevs av Jordan 1925.  Ctenocephalides orientis ingår i släktet Ctenocephalides och familjen husloppor. Inga underarter finns listade i Catalogue of Life.